# Museo Chierici di Paletnologia
Il Museo Chierici di Paletnologia (nome completo: Museo Gaetano Chierici di Paletnologia), situato all'interno di Palazzo dei Musei, è una delle collezioni dei Musei Civici di Reggio Emilia. Ospita una collezione di archeologia che va dalla preistoria al medioevo e oggetti etnografici, raccolta prevalentemente da don Gaetano Chierici.

## Storia

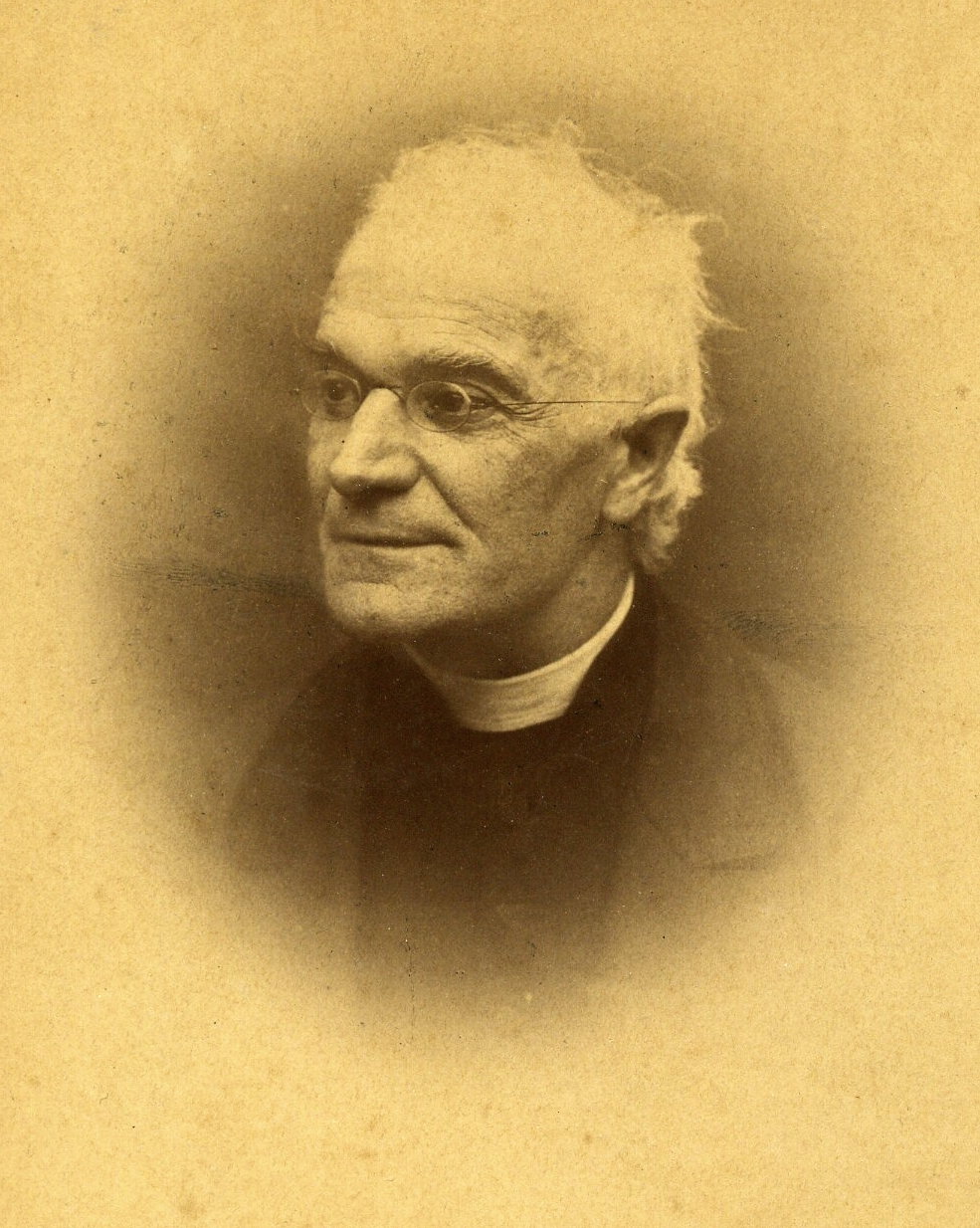
Don Gaetano Chierici

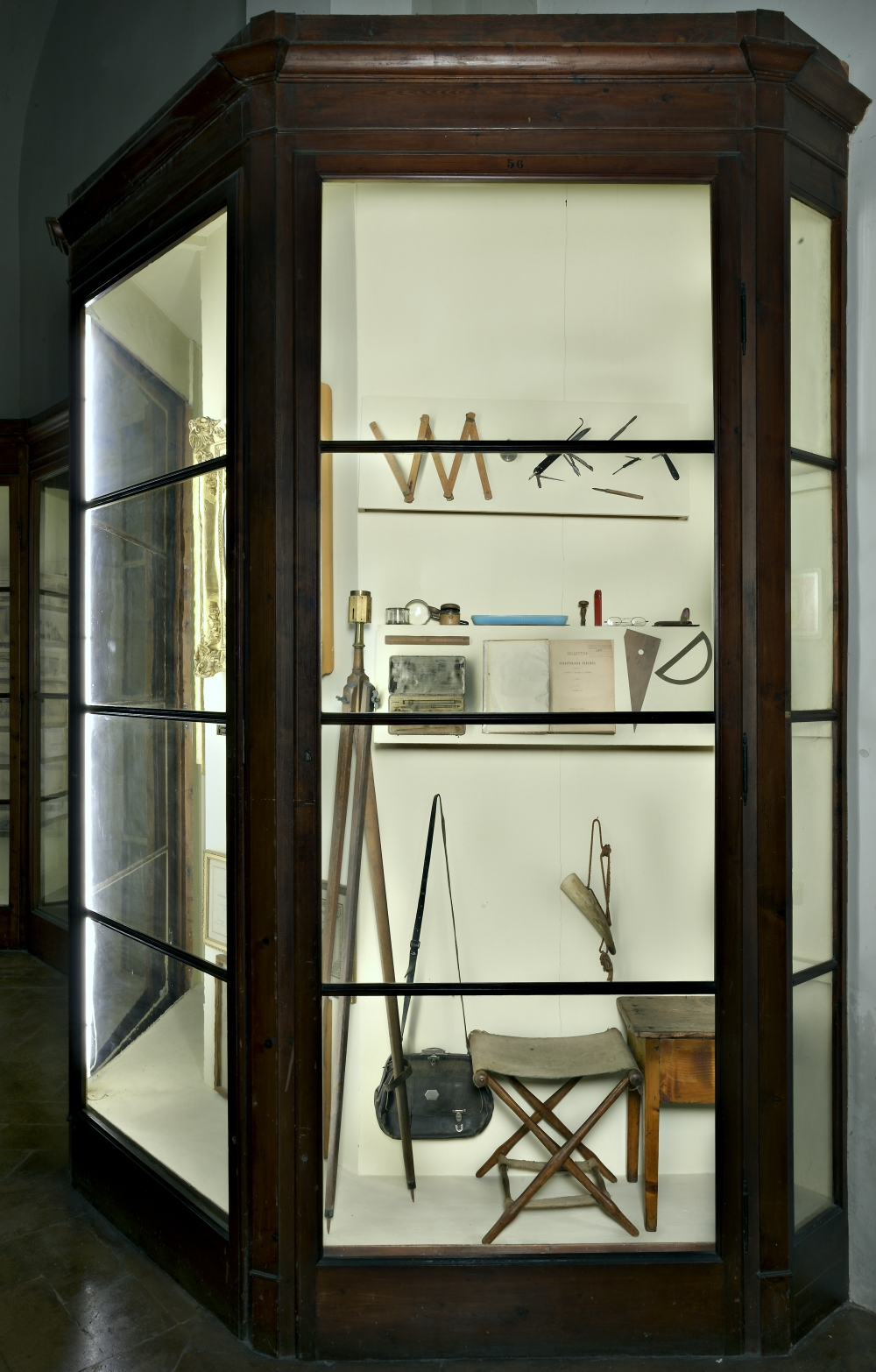
Vetrina con oggetti personali di Gaetano Chierici

Nel 1862 don Gaetano Chierici fonda il Gabinetto di Antichità Patrie, ampliato nel 1870 come Museo di Storia Patria, il cui nucleo principale è la Collezione di paletnologia.
Alla morte del suo fondatore (1886) la Collezione fu ribattezzata Museo “Gaetano Chierici” di Paletnologia.

## Percorso espositivo
L’allestimento attuale conserva gli arredi e l’ordinamento originari, rappresenta l’espressione del lavoro di un paletnologo nell'epoca in cui la ricerca dedicata all'archeologia preistorica si afferma anche in Italia, ed è una testimonianza della scienza e della museologia del tardo Ottocento.
L’esposizione si articola in tre sezioni, dedicate ai materiali archeologici della provincia di Reggio Emilia, ai materiali da altre regioni d’Italia e a culture archeologiche ed etnologiche di altri paesi.
Una quarta sezione espone “sepolcri” trasportati intatti in Museo, provenienti soprattutto dalla necropoli di Remedello Sotto e da Sant'Ilario d'Enza.
Nella sezione locale i materiali sono ordinati in sequenze cronologiche e suddivisi per provenienza, materia, tecnologia, tipologia. Questo metodo di lavoro, di impronta positivistica, sottolinea gli apporti della geologia, delle scienze naturali, dell’antropologia alla nuova disciplina della paletnologia.
In anni recenti nelle vetrine iniziali della sala sono stati allestiti i cimeli e gli strumenti di lavoro archeologico appartenuti a Gaetano Chierici.

### Sezione locale

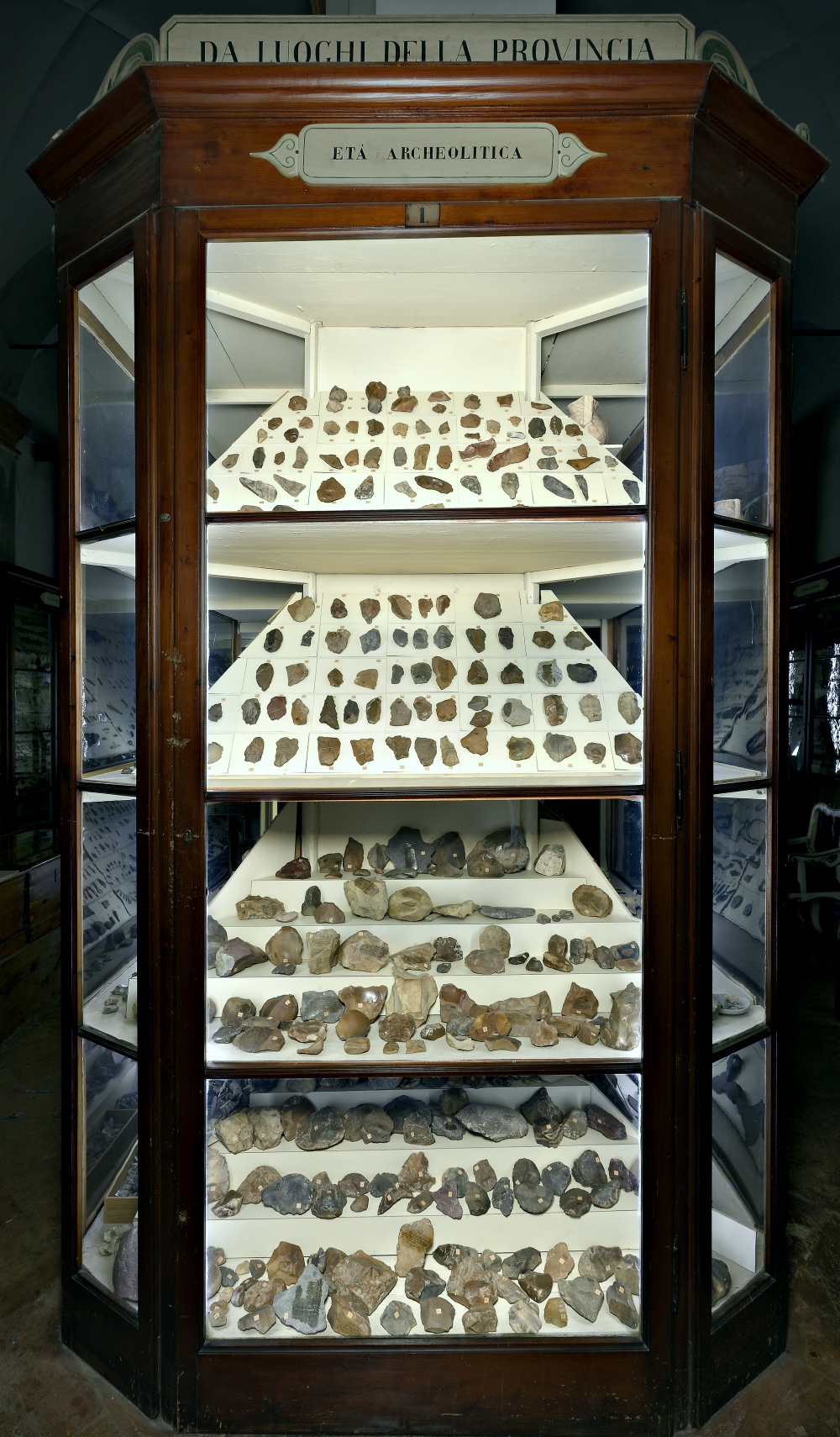
Vetrina Età "Archeolitica"

Gli armadi che rappresentano la sezione locale si dispongono attorno alla spina che divide la sala in senso longitudinale, a sottolineare la sua centralità. Qui è documentata l’evoluzione delle culture umane dall'Archeolitico (oggi definito Paleolitico) all'Età barbarica (o Alto Medioevo). Oltre metà dell’esposizione è dedicata alla Preistoria e Protostoria. Sono presenti testimonianze, tra le più antiche di insediamenti stabili del reggiano, risalenti alla fase più recente del Paleolitico Inferiore (circa 200.000 anni or sono), mentre alle culture neo-eneolitiche (V – III millennio a.C.) sono dedicate ben 15 vetrine. Nel Neolitico è prevalente quella che si definiva allora cultura dei “fondi di capanne” (strutture a pianta circolare infossata nel terreno). L’Eneolitico, secondo la definizione di Chierici, segna la transizione dall'età della pietra a quella dei metalli con un uso contemporaneo di strumenti in rame, in selce scheggiata ed in pietra levigata (III millennio a.C.). Un’intera vetrina è dedicata al sito archeologico denominato Tana della Mussina, frequentata con finalità sepolcrali.
Dopo le rare testimonianza del Bronzo antico (XIX – XVII sec. a.C.), il Reggiano è caratterizzato, come tutta la pianura padana centrale, dalla cultura delle Terramare (XVI – XIII sec. a.C.), delle quali è esposto anche un modellino ricostruttivo che rispecchia la visione di Chierici su questi insediamenti.
II “I periodo dell’Età del Ferro” è illustrato dai corredi funerari provenienti dal sepolcreto protovillanoviano di Bismantova (XI – X sec. a.C.) con oggetti in bronzo, in vetro, in ambra. Al “II periodo” Chierici attribuiva le sepolture scavate a Sant'Ilario d'Enza (VI sec. a.C.).
Il “III periodo” mostra invece la massima fioritura dell’Etruria padana (V sec. a.C.), a cui risalgono gli abitati urbani e i relativi reperti ritrovati nelle località di Castellarano e Servirola: ceramica greca importata, iscrizioni in lingua ed alfabeto etrusco e altri materiali che sono possibili indizi di una attività di culto.
Cinque vetrine espongono i materiali della penetrazione romana, i municipia di Regium Lepidi, di Brixellum, di Tannetum e il vicus di Luceria. Di particolare interesse è la documentazione delle necropoli attorno a Brixellum. Nelle ultime due vetrine sono ordinati i corredi di alcune sepolture longobarde (VI e VII secolo d.C.), tra cui le lapidi della tomba di Mavarta e il relativo corredo funerario.

### Sezione "da altre regioni d'Italia"

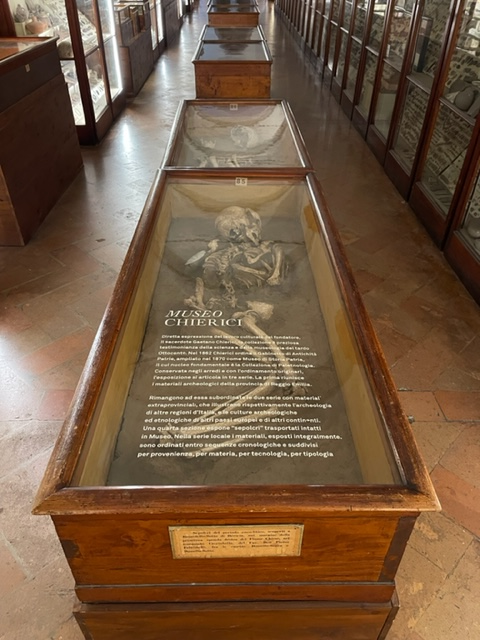
Tomba 73 da Remedello Sotto. Scheletro rannicchiato di adulto, presumibilmente maschio, deposto sul fianco sinistro. Nel corredo una lama di pugnale foliata in selce.

I materiali da altre regioni d’Italia sono ordinati in base provenienza degli oggetti: nell'ala orientale della sala sono allestiti i materiali archeologici del versante adriatico dell’Italia, nell'ala occidentale quella del versante tirrenico.
Soprattutto in questa sezione si manifesta l’orientamento politico del sacerdote Chierici, un convinto patriota: viene rappresentata la realtà archeologica dell’intero Paese, comprese le zone, all'epoca ancora “irredente”, di Roma, del Lazio e del Goriziano. In questa sezione si trovano anche le importanti documentazioni della necropoli di Remedello Sotto (BS), relative sia all'Eneolitico che all'Età del Ferro, corredi funerari della Puglia antica, materiali dall'isola di Pianosa, corredi del sepolcreto ligure preromano della località di Cenisola (SP).

### Sezione "da luoghi fuori d'Italia"

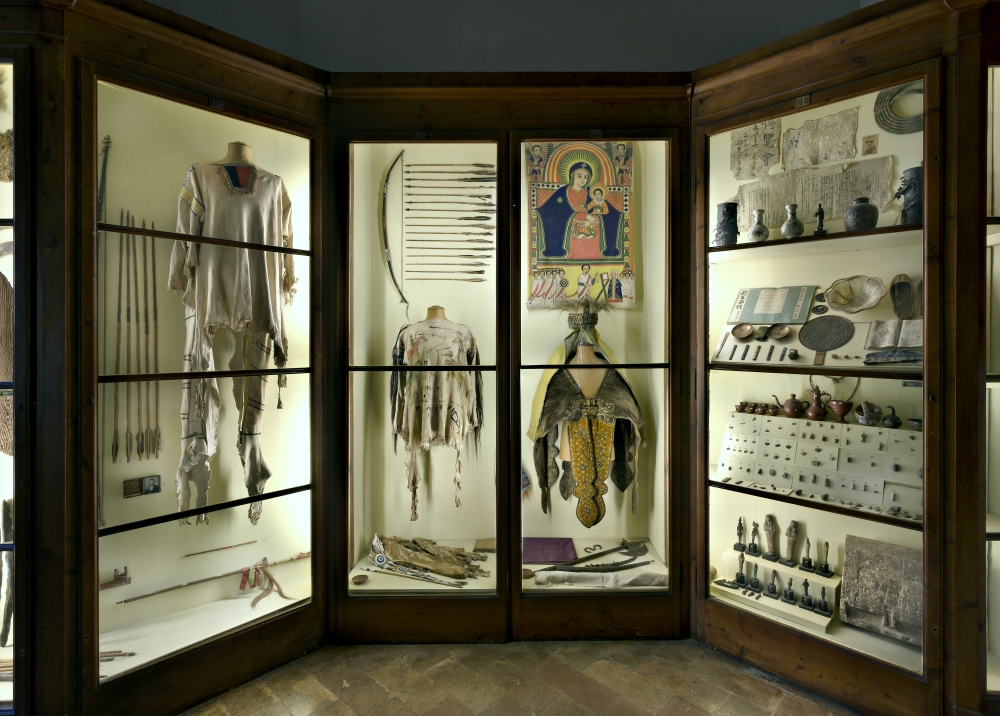
Vetrine dedicate all'Etnografia

Nella terza sezione sono presentati materiali provenienti "da luoghi fuori d'Italia", che consentivano di applicare il metodo comparativo fra culture preistoriche e modelli primitivi contemporanei, in uso nell'ambito della nascente paletnologia. Il percorso espositivo ricalca quello della collezione paletnologica, da culture di cacciatori-raccoglitori a culture pienamente storiche. Particolarmente interessanti gli oggetti degli aborigeni australiani, quelli di Sioux e Cheyenne raccolti da Antonio Spagni e quelli dall'Abissinia.

## Opere e reperti principali

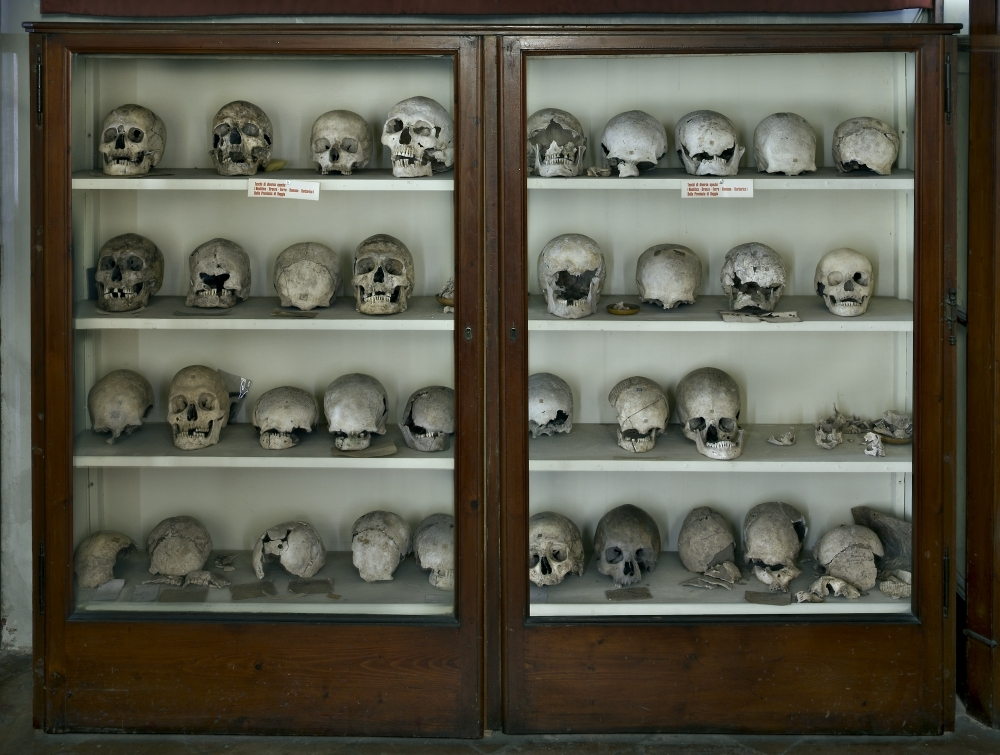
Cranioteca

- I Giocattoli di Iulia Graphis
- Cranioteca
- Pannello dell'Esposizione di Torino
- Fermaglio di cintura
- Venere di Chiozza